# Bong bóng dot-com

Chỉ số tổng hợp NASDAQ trong thời kỳ bong bóng Dot-com

Bong bóng dot-com (dot là dấu chấm, ý nói những trang web các công ty trên mạng lưới toàn cầu với tên miền là .com) hay bong bóng Y2K là một bong bóng thị trường cổ phiếu khi các cổ phiếu của các công ty công nghệ cao, nhất là các công ty mạng, được đầu cơ. Bong bóng này, theo Alan Greenspan - cựu Chủ tịch Fed, sinh ra vào ngày 9 tháng 8 năm 1995 khi mà Netscape Communications bắt đầu niêm yết cổ phiếu của mình và vỡ vào ngày 10 tháng 3 năm 2000 khi chỉ số tổng hợp NASDAQ đạt đỉnh cao nhất. Bong bóng Dot-com đã góp phần cùng các nhân tố khác tạo nên sự thịnh vượng kinh tế của Hoa Kỳ cuối thập niên 1990, thời kỳ mà nhiều người gọi là Nền Kinh tế Mới, còn Alan Greenspan gọi là "sự thịnh vượng bất thường".

## Bối cảnh
Năm 1993, trình duyệt Mosaic ra đời, cùng với những trình duyệt sau đó như Netscape Navigator hay Internet Explorer đã giúp người dùng máy tính tiếp cận World Wide Web, làm Internet trở nên phổ biến hơn. Số người sử dụng Internet ngày càng tăng cùng với sự đi xuống của "khoảng cách số" và sự phát triển về kết nối, sự sử dụng Internet cho các mục đích, và giáo dục máy tính. Giữa năm 1990 và 1997, tỉ lệ hộ gia đình tại Hoa Kỳ sở hữu máy tính tăng từ 15% đến 35%, khi máy tính dần trở thành một vật dụng thiết yếu thay vì một món đồ xa xỉ. Điều này đánh dấu sự chuyển mình sang Thời đại Thông tin, một nền kinh tế dựa trên công nghệ thông tin, dẫn đến sự thành lập nhiều công ty mới.
Cùng lúc này, việc giảm lãi suất cho vay làm tăng nguồn vốn có sẵn. Đạo luật Cứu trợ Người nộp thuế 1997 làm giảm mức thuế trên thặng dư vốn cận biên tại Hoa Kỳ, khiến mọi người có khuynh hướng đầu cơ. Alan Greenspan, Chủ tịch Cục Dự trữ Liên bang Hoa Kỳ lúc bấy giờ, được cho là đã đầu tư vào thị trường chứng khoán bằng cách định giá cổ phiếu cao hơn bình thường. Đạo luật Viễn thông 1996 ở thời điểm đó được kỳ vọng sẽ dẫn đến nhiều công nghệ mới, tạo ra nhiều lợi nhuận cho người nắm bắt thời cơ.

## Bong bóng
Do những yếu tố trên, nhiều người hào hứng đầu tư vào một công ty dot-com bất kỳ, ở bất cứ mức định giá nào, đặc biệt nếu trong tên công ty có những tiền tố liên quan đến Internet (như "e-" hay "i-") hoặc một hậu tố ".com" trong tên gọi. Vốn mạo hiểm được huy động rất dễ dàng. Các ngân hàng đầu tư, vốn rất được lời từ những đợt chào bán cổ phiếu lần đầu ra công chúng (IPO), làm dấy lên làn sóng đầu cơ và khuyến khích đầu tư vào công nghệ. Sự kết hợp giữa giá cổ phiếu tăng nhanh trong khu vực bốn của nền kinh tế và niềm tin rằng các công ty sẽ sinh lời trong tương lai tạo thành một môi trường khiến nhiều nhà đầu tư bỏ qua những chỉ số truyền thống (như tỉ số P/E) và chỉ đặt niềm tin vào tiến bộ công nghệ, dẫn đến một bong bóng thị trường chứng khoán. Giữa năm 1995 và 2000, chỉ số tổng hợp Nasdaq tăng 400%. Tỉ số P/E của nó đạt 200, vượt qua đỉnh là 80 của chỉ số Nikkei 225 của Nhật Bản thời bong bóng bất động sản Nhật Bản năm 1991. Năm 1999, giá trị cổ phần của Qualcomm tăng 2.619%, trong khi 12 cổ phiếu vốn hóa lớp khác đều tăng hơn 1.000% về giá trị, và bảy cổ phiếu khác tăng 900%. Mặc dù chỉ số tổng hợp Nasdaq Composite tăng 85,6% và chỉ số S&P 500 tăng 19,5% năm 1999, số cổ phiếu giảm nhiều hơn số tăng do các nhà đầu tư bán cổ phần trong những công ty phát triển chậm để đầu tư vào cổ phiếu Internet.
Một lượng lớn đầu tư cá nhân xảy ra trong thời điểm này và câu chuyện về những người bỏ việc để buôn bán trên thị trường tài chính khá phổ biến. Giới truyền thông cũng không bỏ lỡ cơ hội này; một bài viết trong tờ The Wall Street Journal khuyên nhà đầu tư "tái suy nghĩ" về "ý tưởng kỳ lạ" về lợi nhuận, còn CNBC báo cáo về thị trường chứng khoán với sự hồi hộp như những chương trình thể thao.
Ở thời kỳ đỉnh của bong bóng, một công ty dot-com có thể trở thành một công ty đại chúng qua IPO và huy động một số tiền đáng kể ngay cả khi chưa có lợi nhuận, hoặc trong một số trường hợp không có cả doanh thu thực tế nào. Những người với quyền mua cổ phiếu cho nhân viên lập tức trở thành triệu phú khi công ty thực hiện IPO; tuy nhiên, đa số nhân viên bị cấm bán cổ phần ngay lập tức. Những doanh nhân thành công nhất, như là Mark Cuban, bán cổ phần hoặc đưa vào phòng vệ giá để giữ lời.

### Khuynh hướng chi tiêu của công ty dot-com
Hầu hết công ty dot-com có lỗ vận hành ròng do dành nhiều cho quảng cáo để khuếch đại hiệu ứng mạng lưới để xây dựng thị phần nhanh nhất có thể, sử dụng khẩu hiệu như "get big fast" và "get large or get lost". Những công ty này cung cấp dịch vụ hoặc sản phẩm miễn phí hoặc ở mức giá thấp để tạo nhận thức thương hiệu tốt nhằm tăng giá trong tương lai.
Tinh thần "tăng trưởng trên lợi nhuận" và ánh hào quang của "nền kinh tế mới" bất bại khiến một số công ty chi tiêu hoang phí cho cơ sở doanh nghiệp và kỳ nghỉ thượng lưu cho nhân viên. Khi ra đời một sản phẩm hay trang web mới, công ty thường sẽ tổ chức một bữa liên hoan đắt tiền, gọi là bữa tiệc dot com.

### Bong bóng viễn thông
Bong bóng trong ngành viễn thông được gọi là "sự thăng trầm lớn nhất và nhanh nhất lịch sử".
Một phần vì lòng tham và sự lạc quan quá mức, đặc biệt là về sự tăng trưởng lưu lượng thông tin bởi Internet, trong năm năm sau khi Đạo luật Viễn thông 1996 có hiệu lực, các công ty viễn thông đầu tư hơn 500 tỷ đô la Mỹ, hầu hết là bằng nợ, vào việc lắp đặt cáp quang, công tắc, và các mạng không dây. Ở nhiều khu vực, như là Hành lang Công nghệ Dulles tại Virginia, chính phủ tài trợ cơ sở hạ tầng viễn thông và tạo môi trường và luật có lợi cho các công ty mở rộng. Cung tăng nhanh, vượt quá cầu. Tháng 4 năm 2000, đấu giá phổ cho 3G tại Anh, dẫn đầu bởi Bộ trưởng Tài chính Gordon Brown, đã thu được 22,5 tỷ bảng Anh. Tại Đức, tháng 8 năm 2000, các cuộc đấu giá thu được 30 tỷ bảng. Một phiên đấu giá phổ tại Hoa Kỳ năm 1999 phải tổ chức lại khi người thắng cuộc không thể chi trả số tiền cược 4 tỷ đô la. Phiên tái đấu thu được 10% số tiền đấu giá ban đầu. Khi tài chính khó cân đối trong lúc bong bóng vỡ, tỉ lệ nợ cao của những công ty này dẫn đến phá sản. Những nhà đầu tư trái phiếu chỉ thu về khoảng hơn 20% khoản đầu tư ban đầu. Tuy nhiên, một số giám đốc viễn thông bán tháo cổ phần trước khi thị trường chứng khoán sụp đổ, như Philip Anschutz, thu về 1,9 tỷ USD, Joseph Nacchio, thu về 248 triệu USD, và Gary Winnick, bán số cổ phiếu trị giá 748 triệu USD.

## Tác động
Bong bóng Dot-com góp phần cùng nhiều nhân tố khác tạo ra sự thịnh vượng kinh tế của Hoa Kỳ trong nửa cuối thập niên 1990 theo những cách sau:
- Giá cổ phiếu công nghệ cao tăng nhanh đã khuyến khích sự phát triển của các công ty trong ngành công nghệ thông tin. Điều này làm cho công nghệ thông tin tiến bộ nhanh chóng và việc ứng dụng nó vào quản lý, sản xuất đã làm năng suất lao động tăng lên. Greenspan (2008) cho rằng sự bùng bổ của công nghệ cao diễn ra nhanh chóng đã mở ra một giai đoạn hủy diệt mang tính sáng tạo, làm năng suất lao động và làm thị trường lao động trở nên linh hoạt hơn. Đây chính là những nhân tố quan trọng nhất tạo nên tăng trưởng kinh tế cao và duy trì một thời gian khá lâu.[25]
- Giá cổ phiếu tăng nhanh khiến các nhà đầu tư cổ phiếu cảm thấy tài sản của mình tăng lên. Lúc đó, họ sẽ tiêu dùng nhiều hơn (hiệu ứng tài sản). Nhu cầu cá nhân nhờ vậy tăng lên cùng hiệu ứng lan tỏa của nó tới sản xuất của các ngành khác nhau trong nền kinh tế khiến đầu tư tư nhân tăng. Nói cách khác, nhìn từ mặt nhu cầu của nền kinh tế, giá cổ phiếu tăng làm tổng cầu tăng lên.[26]

Việc vỡ và xẹp bong bóng Dot-com mở đầu cho thời kỳ suy thoái kinh tế đầu thập niên 2000 ở Hoa Kỳ mà sự kiện 11 tháng 9 và các vụ bê bối kế toán trong các năm 2001 và 2002 làm trầm trọng hơn.